# Pleuroloma pinicola
Pleuroloma pinicola är en mångfotingart som beskrevs av Shelley 1980. Pleuroloma pinicola ingår i släktet Pleuroloma och familjen Xystodesmidae. Inga underarter finns listade i Catalogue of Life.